# Garešnica
Garešnica je mesto (v upravnem območju 8672 prebivalcev, 2011 še 10.472; samo mesto pa okoli 4.000) na Hrvaškem, ki upravno spada pod Bjelovarsko-bilogorsko županijo.

## Demografija
| Pregled števila prebivalcev po letih | Pregled števila prebivalcev po letih | Pregled števila prebivalcev po letih | Pregled števila prebivalcev po letih | Pregled števila prebivalcev po letih | Pregled števila prebivalcev po letih | Pregled števila prebivalcev po letih | Pregled števila prebivalcev po letih | Pregled števila prebivalcev po letih | Pregled števila prebivalcev po letih | Pregled števila prebivalcev po letih | Pregled števila prebivalcev po letih | Pregled števila prebivalcev po letih | Pregled števila prebivalcev po letih | Pregled števila prebivalcev po letih |
| ------------------------------------ | ------------------------------------ | ------------------------------------ | ------------------------------------ | ------------------------------------ | ------------------------------------ | ------------------------------------ | ------------------------------------ | ------------------------------------ | ------------------------------------ | ------------------------------------ | ------------------------------------ | ------------------------------------ | ------------------------------------ | ------------------------------------ |
| 1857                                 | 1869                                 | 1880                                 | 1890                                 | 1900                                 | 1910                                 | 1921                                 | 1931                                 | 1948                                 | 1953                                 | 1961                                 | 1971                                 | 1981                                 | 1991                                 | 2001                                 |
| 835                                  | 859                                  | 906                                  | 1131                                 | 1432                                 | 1552                                 | 1747                                 | 2086                                 | 2090                                 | 2326                                 | 2330                                 | 3002                                 | 3731                                 | 4308                                 | 4252                                 |

## Znani Garešničani in osebnosti, rojene v Garešnici
- Boris Buden (rojen 1958), hrvaško-avstrijski filozof in publicist
- Zvonimir Ferenčić (1925–1998), hrvaški igralec
- Mato Gereci (rojen 1957), hrvaški slikar
- Darko Kralj (rojen 1971), hrvaški atlet, metalec krogle, paraolimpijec
- Mato Mlinarić, vodja hrvaških kmetov
- Vladimir Novotny, hrvaški novinar, književnik, politik
- Ivo Robić (1923–2000), hrvaški pevec in besedilopisec
- Nino Robić (1931–2014), hrvaški in slovenski pevec
- Milojko »Mike« Vucelić (1930–2012), ameriški strojni inženir, sodelavec Nase pri Projektu Apolla, srbskega rodu